# Barbier, Bénard et Turenne
Pour les articles homonymes, voir Barbier, Bénard et Turenne.
BBT
L'entreprise Barbier, Bénard et Turenne, en abrégé BBT, est une société fondée en 1862, spécialisée dans la fabrication des phares, des appareils optiques et des systèmes d'éclairage. Elle devient leader mondial dans le domaine des phares à la fin du XIXe siècle, puis se diversifie au XXe siècle mais est dissoute en 1982.

## Fondation
La société est fondée en 1862, par Frédéric Barbier et Stanislas Fenestre, sous le nom « Barbier et Fenestre ». Elle s'appelle ensuite « Barbier et Cie » à partir de 1887, puis « Barbier et Bénard » à partir de 1889, et prend au début du XXe siècle son nom définitif de « Barbier, Bénard et Turenne ». Elle devient société anonyme en 1919,.

## Production

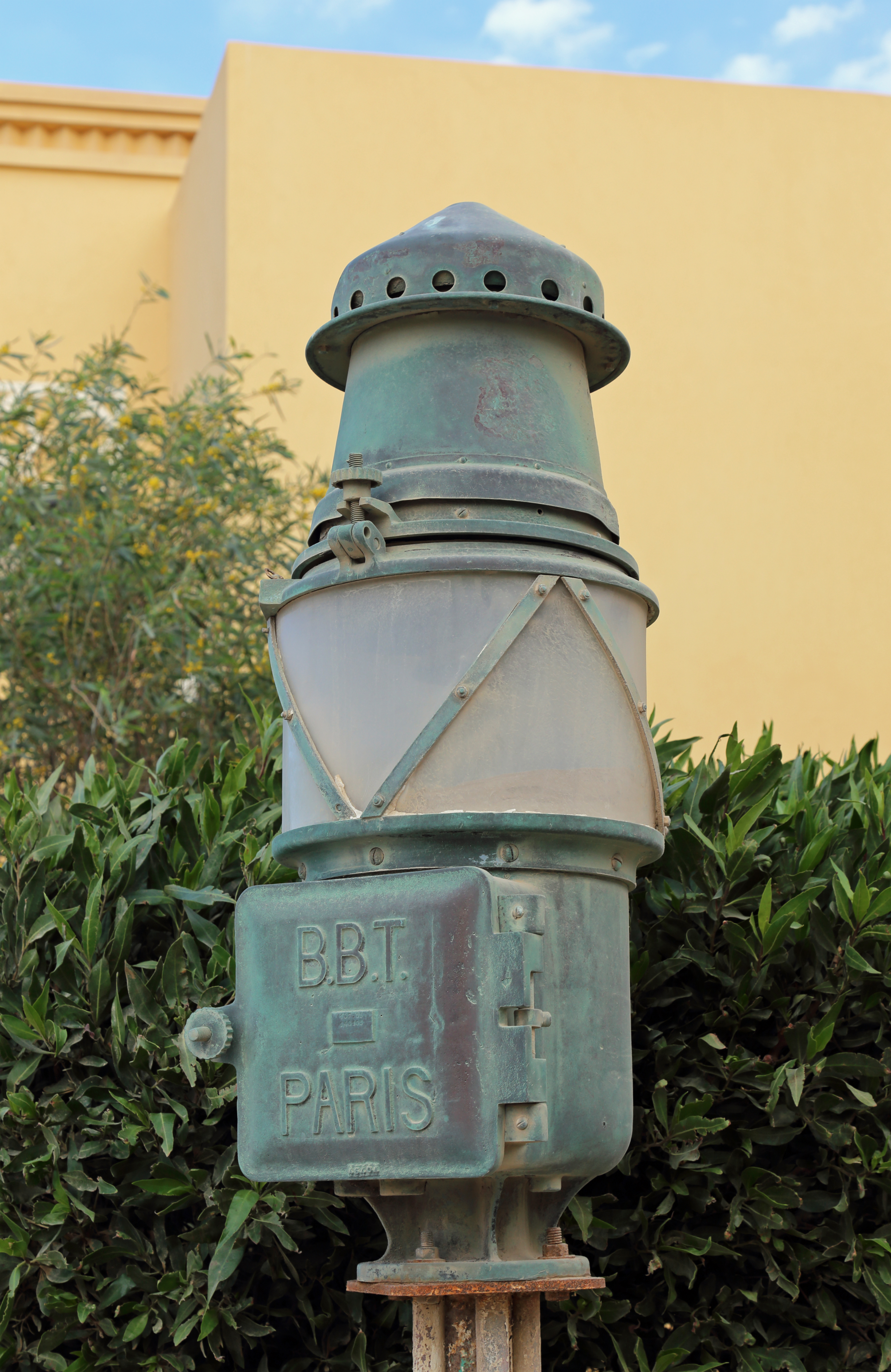
Lanterne fabriquée par la société BBT, placée comme objet historique dans une rue de la station balnéaire égyptienne d'El Gouna

### Les phares
« Barbier, Bénard et Turenne » ou « BBT » commence par se spécialiser dans la réalisation de systèmes optiques pour les phares, selon le système des lentilles de Fresnel. L'entreprise élargit ensuite sa production, en allant de plus en plus loin dans l'équipement des phares. En complément de ses lentilles, elle étend d'abord sa production à divers mécanismes de rotation, notamment à poids, puis à rotation sur cuve à mercure. Ensuite, elle fabrique en plus des bouées, des tours métalliques, des sirènes de brume. 
BBT en vient ainsi à pouvoir construire les phares dans leur totalité, comprenant la tour, les instruments d'optique et tout l'équipement nécessaire. Elle devient « connue dans le monde entier ». Elle est leader mondial pour la construction des phares à la fin du XIXe siècle.
En 1923, l'entreprise met au point le « gaz BBT » qui porte son nom. Ce gaz apporte des améliorations dans la qualité de compression du gaz d'éclairage et dans la sécurité. 

### Diversification
BBT se diversifie en appliquant à d'autres domaines son savoir-faire en optique, en éclairage et en construction. Elle produit notamment des projecteurs aériens, des détecteurs acoustiques, des projecteurs de stades et d'aérodromes, des lampadaires pour l'éclairage public. Elle achète des licences de scialytiques pour salles d'opération, des licences de microscopes, de jumelles, de compas magnétiques.

## Implantations
Les ateliers sont d'abord situés à Paris, à proximité du canal de l'Ourcq. Ensuite BBT ne conserve que son siège à Paris, les usines étant implantées à Nazelles (Indre-et-Loire) et à Blanc-Misseron (Nord). Puis BBT installe en plus des usines spécialisées : pour la grosse chaudronnerie, pour la fabrication de lampadaires, et pour la production de son gaz avec deux unités à Sfax et à Marseille,

## Dissolution
CIT-Alcatel reprend l'activité de production militaire, de télescopes optiques et laser. La société BBT est dissoute en 1982.